# Amulek
Amulek je postava v Knize Mormonově, americkém náboženském díle. Panují pochyby o tom, zda se jedná o historickou osobu.
Amulek byl podle Knihy Mormonovy misionářským a prorockým společníkem proroka Almy mladšího. Byl potomkem Nefiovým, Lehiovým a Manassesovým.
Amulek vystupuje v Knize Alma a zmínka o nem se nachází také v knize Eter v kapitole 12. Žil pravděpodobně okolo roku 82-74 př. n. l.
Jednou z významných pasáží o Amulekovi je jeho řeč obyvatelům města Ammonia v 11. kapitole Knihy Alma, kde učil o vzkříšení, soudu a znovuzřízení.
Amulek byl protivníkem ammonitského právníka Zezroma.